# Helge Wasenius
Helge Wasenius (ursprungligen Vasenius), född 23 februari 1927 i Helsingfors, död 27 januari 2008 i Helsingfors var en finsk simhoppare. Han har vunnit flera finska mästerskapstävlingar och har representerat Finland i olympiska sommarspelen 1952 i Helsingfors och i olympiska sommarspelen 1956 i Melbourne. Wasenius har representerat Helsingfors Arbetarnas Simmare och Härveli.

## Vinster
Wasenius blev medlem i Simhoppförbundet Härveli genast efter dess skapande år 1946. Wasenius har vunnit 36 finländska mästerskap och 6 nordiska mästerskap. År 1955 vann han europeiskt mästerskap inom clownhopp. I denna gren har han vunnit 50 finska mästerskap.

## Film
År 2000 gjordes en kort film om Helge Wasenius som heter Hyppääjä. Filmens regissör var P.V. Lehtinen. Dokumentären har vunnit flera internationella pris.